# Mariä Himmelfahrt (Niederachen)

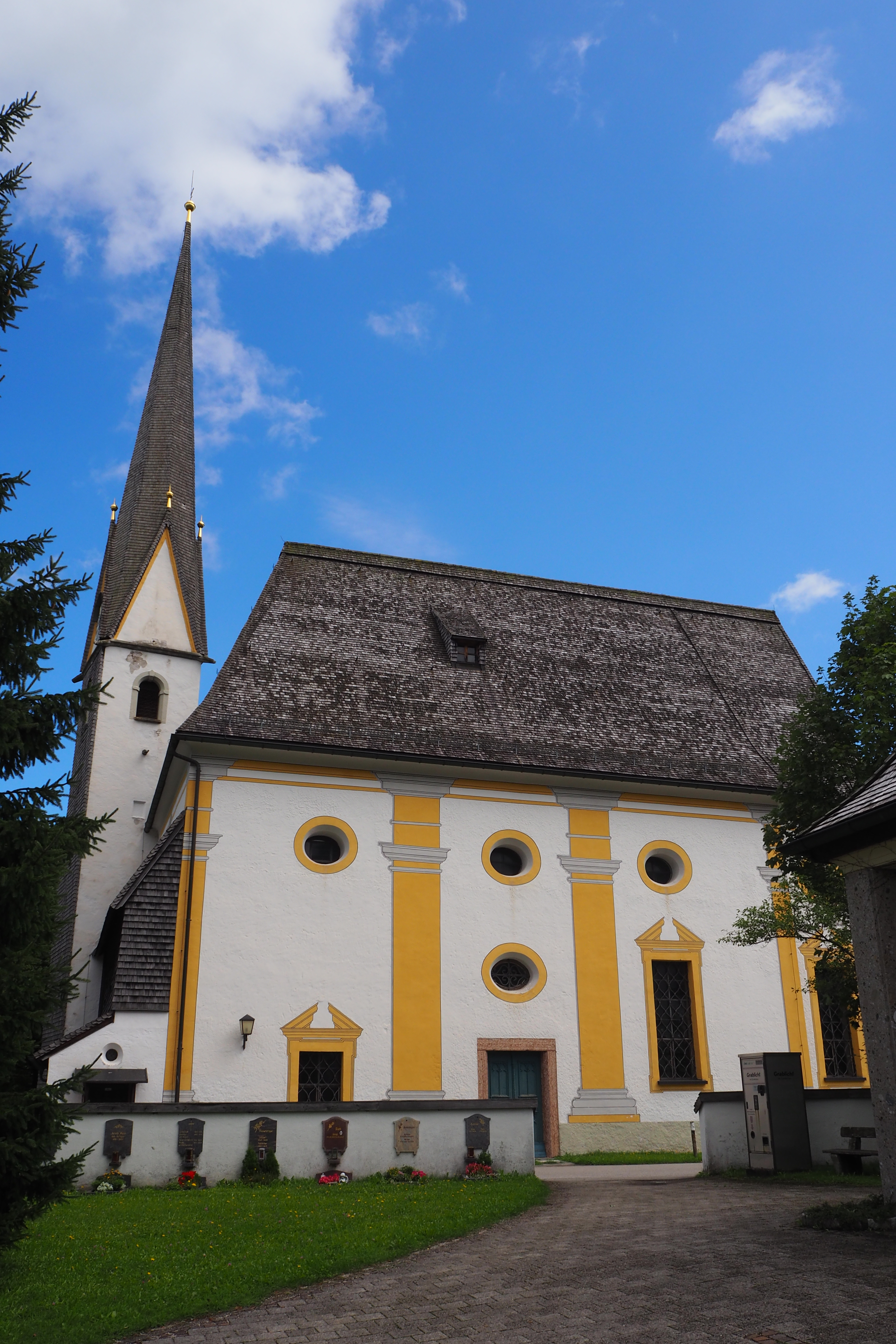
Mariä Himmelfahrt in Niederachen

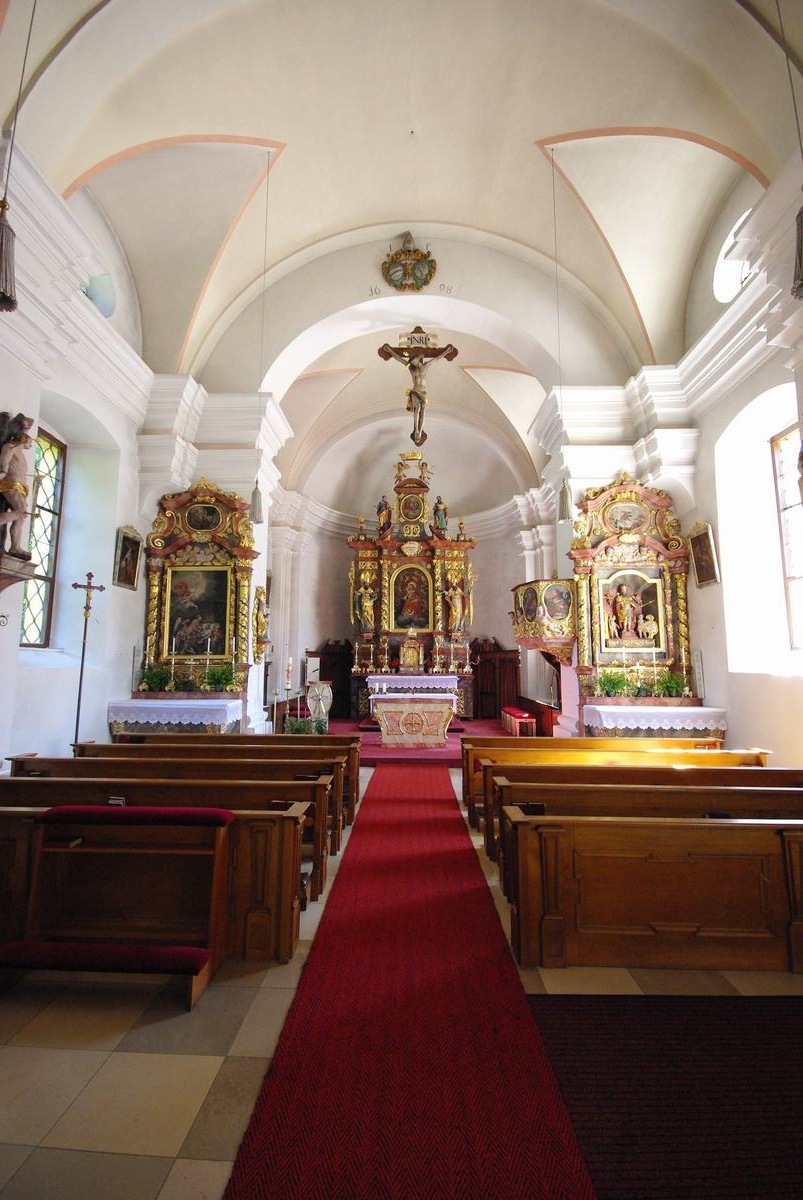
Innenansicht

Die römisch-katholische Filialkirche Mariä Himmelfahrt steht in Niederachen, einem Gemeindeteil von Inzell im oberbayerischen Landkreis Traunstein. Sie ist in der Liste der Baudenkmäler in Inzell unter der Nr. D-1-89-124-25 eingetragen. Die Kirche gehört zum Dekanat Traunstein im Erzbistum München und Freising.

## Beschreibung
Die barocke Saalkirche wurde in den Jahren 1696 bis 1698 anstelle eines gotischen Vorgängerbaus aus dem 15. Jahrhundert errichtet. Sie besteht aus dem Langhaus zu vier Jochen, dem eingezogenen, halbrund geschlossenen Chor im Osten, der Sakristei im Scheitel des Chors und dem vom Vorgängerbau stammenden Kirchturm mit spitzem Helm an der Nordwestecke des Langhauses.
Der Innenraum ist mit einem Stichkappengewölbe überspannt. Die Altäre und die Kanzel wurden einheitlich am Anfang des 18. Jahrhunderts gebaut. Der Hochaltar wird von den Skulpturen des Zenon von Verona und des Augustinus von Hippo flankiert. Auf dem Altarretabel ist die Himmelskönigin dargestellt.

## Orgel
Die rein mechanische Schleifladen-Orgel mit sechs Registern auf einem Manual und Pedal wurde 1853 von Georg Beer im Auftrag von Balthasar Pröbstl erbaut. Die Disposition lautet:
| Manual    |    |
| Gedeckt   | 8′ |
| Gamba     | 8′ |
| Prinzipal | 4′ |
| Flöte     | 4′ |
| Octave    | 2′ |

| Pedal  |     |
| Subbaß | 16′ |

- Koppel: M/P